# Гюнтер Лютцов
Гюнтер Лютцов (нім. Günther Lützow; нар. 4 вересня 1912, Кіль — пом. 24 квітня 1945, поблизу Донауверта) — німецький військовий льотчик-ас за часів Третього Рейху. Протягом Другої світової війни здійснив більше за 300 бойових вильотів, здобувши 110 перемог у повітрі, а саме 5 — під час Громадянської війни в Іспанії, решту за часів Другої світової, у переважній більшості на Східному, а також 20 на Західному фронті. Оберст (1943) Люфтваффе. Кавалер Лицарського хреста Залізного хреста з Дубовим листям та Мечами (1941).

## Біографія
Гюнтер Лютцов народився 4 вересня 1912 року в столиці провінції Німецької імперії Шлезвіг-Гольштейн місті Кілі в родині славетного адмірала Кайзерліхмаріне Фрідріха Лютцова. Племінник генерала піхоти Ебергарда Кінцеля.
Військова кар'єра
- 1 жовтня 1934 — лейтенант
- 1936 — обер-лейтенант
- 1938 — гауптман
- 30 серпня 1940 — майор
- 29 жовтня 1941 — оберст-лейтенант
- 1 квітня 1943 — оберст

Гюнтер Лютцов пішов добровольцем на військову службу до сухопутних військ Веймарської республіки у 1931 році. Одночасно він поступив на курси підготовки пілотів, що потай проводилися у Deutsche Verkehrsfliegerschule в Штаакені та Липецькій льотній школі в Радянському Союзі. По завершенню програми підготовки він прибув для проходження служби до Німеччини, а в 1934 році отримав призначення до винищувальної ескадри «Ріхтгофен».
У 1937 Г. Лютцов добровольцем приєднався до Легіону Кондор й бився в Іспанії командиром 2-ї ескадрильї 88-ї винищувальної групи німецьких ВПС, що змагалися на боці франкістів. За квітень-вересень 1937 він збив особисто п'ять ворожих літаків, за що був нагороджений Золотим Іспанським хрестом з мечами та діамантами.
Після повернення додому отримав призначення на посаду командиру 1-ї авіагрупи Jagdgeschwader 3. Брав участь у боях Французької кампанії; першу перемогу у небі Франції здобув 14 травня 1940 року. 21 серпня 1940 призначений командиром винищувальної ескадри JG 3, на чолі якої бився у битві за Британію та операції «Барбаросса».
18 вересня 1940 Лютцов за 15 збитих літаків противника нагороджений Лицарським хрестом Залізного хреста, а вже в Радянському Союзі 20 липня 1941 за 42 перемоги отримав дубове листя до Лицарського хреста. Буквально через три місяці, 11 жовтня 1941 молодий офіцер був удостоєний мечів до вищої військової нагороди Третього Рейху за 92 збитих ворожих літаки. 24 жовтня Лютцов збив три літаки й перетнув рубіж у 100 перемог у повітрі, ставши другим після В. Мельдерса асом-винищувачем, хто здобув стільки перемог. З вересня до листопада 1941 він одночасно виконував обов'язки командира Jagdgeschwader 51, замінивши постраждалого у повітряному бою Фрідріха Бекха, до прибуття нового керманича ескадри Карла-Готтфріда Нордманна.
Незабаром вище командування Люфтваффе видало наказ про заборону Г.Лютцову брати безпосередню участь у боях, проте молодий офіцер попросту ігнорував такий наказ й потай вилітав на бойові завдання. Здобувши ще дві перемоги. він отримав команду повернутися до Берліна, де отримав посаду в штабі генерал-інспектора винищувальної авіації А. Галланда. Він відповідав за усю денну винищувальну авіацію Люфтваффе, що билася на Сході з 11 серпня 1942 року.
У липні 1943 року Лютцов призначений командувати усіма винищувальними формуваннями на Італійському театрі дій. З вересня 1943 до березня 1944 оберст Лютцов керував 1-ю винищувальною дивізією Люфтваффе, котра вела денні та нічні бойові дії на півночі західної Німеччини, у Бельгії та Голландії.
24 квітня 1945 року, намагаючись протистояти черговому рейду американських бомбардувальників на німецькі міста, він особисто брав участь у повітряному бою та на реактивному винищувачі Me 262 атакував B-26 Marauder американських ВПС поблизу Донауверта. Під час бою був збитий, й загинув від зіткнення. 

## Відео
- Vorbehaltsfilme: Kampfgeschwader Lützow (1941)